# 776 v.Chr.
Het jaar 776 v.Chr. is een jaartal volgens de christelijke jaartelling.

## Gebeurtenissen

### Griekenland
- De eerste klassieke Olympische Spelen ter ere van de oppergod Zeus, vanaf toen werden ze elk jaar gehouden rond het heiligdom Olympia in Elis op de Peloponnesos.